# Идиаканты
Идиака́нты (лат. Idiacanthus, от др.-греч. ἰδι- + ἀκανθίς — «раздельно колючий») — род глубоководных рыб семейства стомиевых (Stomiidae), выделяемый в монотипическое подсемейство Идиакантины (Idiacanthinae), ранее рассматриваемый в качестве отдельного семейства идиакантовых (Idiacanthidae).

## Описание
Для представителей этого рода свойственно вытянутое и узкое угреобразное тело. Выражен половой диморфизм: самки достигают длины тела 40 см, тогда как самцы всего 7 см. Способны заглатывать добычу только до 20 % от собственной длины.
Название рыба получила за характерный длинный спинной плавник, образованный из 54—74 лучей и занимающий почти половину длины тела. Грудные плавники у взрослых особей отсутствуют. Чешуя редуцирована.

## Биолюминесценция
У самок под нижней челюстью или внутри пасти имеется особый хлыстообразный биолюминесцентный орган (так называемый усик), используемый рыбой в качестве приманки. У некоторых видов под глазами или за ними располагаются светящиеся пятна (как правило, розовые), а кроме того мерцает хвост и плавники. Ряды фотофоров протягиваются вдоль всего тела рыбы и, судя по всему, играют роль опознавательных знаков для сородичей.

## Биология
Самцы пассивны и во взрослом состоянии не питаются, у них происходит дегенерация зубов и пищеварительной системы. Основным смыслом их существования является размножение. Сами самцы не затрачивают энергии на перемещение в воде, стараясь двигаться за счёт любых других ресурсов. В составе рода выделяют три вида, все из которых развиваются с метаморфозом. Ранее в отдельное семейство выделяли необычную по строению личинку этих рыб Stylophthalmus paradoxus. Личинки обоих полов идентичны, но самцы остаются близки к их исходному виду намного сильнее, чем самки.
Окраска этих рыб, будучи отличной маскировкой в условиях почти абсолютного мрака, ультрачёрная благодаря наличию соответствующих пигментных структур (меланосомы), которые очень плотно упакованы под поверхностью кожи рыбы. Подобные клетки выстилают и пищеварительную систему. По-видимому, это необходимо для того, чтобы светящаяся добыча не просвечивала наружу. К такому выводу, подробно описанному в научной статье, опубликованной в журнале Current Biology, пришла группа морских биологов во главе с Карен Осборн из Национального музея естествознания в США.

## Ареал
Несмотря на то, что распространены в тропических и умеренных водах Атлантического, Тихого и Индийского океанов, считаются довольно редкими глубоководными обитателями. Самки с наступлением сумерек поднимаются на поверхность в поисках добычи, а ближе к утру вновь опускаются на глубину.

## Классификация
На июнь 2019 года в род включают 3 вида:
- Idiacanthus antrostomus Gilbert, 1890 — Тихоокеанский идиакант[2]
- Idiacanthus atlanticus Brauer, 1906
- Idiacanthus fasciola Peters, 1877 — Обыкновенный идиакант